# 西北街将军庙
将军庙，又名武安君庙、李牧庙，位于山西省忻州市代县上馆镇西北街村，城内西大街，边靖楼以西100米处，供奉战国时期赵国名将李牧，率军大破匈奴，屡败秦军，受封为武安君。将军庙已列为代县文物保护单位。

## 历史
代州将军庙创建于明初，初在南门外，临滹沱河北岸。后因水患，嘉靖二十三年前后，雁门兵备道副使贾启听取绅士门的建议，将将军庙迁址至北关新建。此后数年，代州迎来丰年，又连中七位进士和举人（王梦弼、吴嘉会、谢莆、高明、戴祺等），于是民间对李牧更加尊崇，祭祀更为隆重。万历年间，雁门兵备道副使张维诚又将将军庙从北关迁到城内边靖楼西侧现址。
1949年，将军庙改为代县第一高级完小（后改名为城关高级完小）。1968年改为代县红旗中学。2012年，红旗中学迁至西关，县文化局接管将军庙，由县剧团占用。2018年剧团迁出，改为代县文物管理所。

## 建筑
将军庙坐北向南，前后三进院落，占地2564平方米。中轴线上依次建有牌坊、山门、乐楼、正殿和后殿，布局严谨，共计62间。建筑群除牌楼被改建，其它均为明清所建。
山门前原为四柱五楼木牌坊，匾额“北边良将”，已于1997年拆毁改建校门。
山门从前面看为硬山顶，后檐上方接歇山顶阁楼，形如抱厦，飞檐挑角。
乐楼为明代二层建筑，面阔五间。下层通道，上层戏台，歇山顶。
正殿面阔五间，悬山顶带抱厦。东西配殿各七间。
后殿面阔五间，悬山顶。

## 保护
1984年，西北街将军庙公布为第一批代县文物保护单位，属于古建筑类。2022年5月11日，西北街将军庙公布为第三批忻州市文物保护单位，编号3-29。